# Giuseppe Fiorello
Giuseppe Fiorello, detto Beppe (Catania, 12 marzo 1969), è un attore, produttore cinematografico, sceneggiatore e regista italiano.

## Biografia
Suo padre Nicola era appuntato radiotelegrafista della Guardia di Finanza, originario di Letojanni (ME), mentre sua madre Rosaria Galeano è originaria di Giardini-Naxos (ME). Fratello minore dello showman Rosario e della scrittrice e conduttrice televisiva Catena, cresciuto ad Augusta (SR), inizialmente Beppe lavora a fianco del fratello come tecnico al villaggio turistico della Valtur a Brucoli e successivamente in quello di Pila, dove il 28 febbraio 1990 da Rosario apprende la notizia della prematura scomparsa di loro padre.

### Carriera

#### Anni 1990
Nel 1994 passa a Radio Deejay con il nome d'arte "Fiorellino", lavorando al fianco di Marco Baldini, Luca Laurenti e Amadeus. Nello stesso anno debutta in televisione nel programma di Mediaset, condotto in precedenza dal fratello, Karaoke, lavorando insieme ad Antonella Elia. In seguito, lo stesso attore ha ammesso di essersi pentito di aver rimpiazzato il fratello nella conduzione del programma dati i bassissimi ascolti che hanno portato alla sospensione del programma.
Tenta la carriera musicale, con la poco riuscita esperienza come cantante del gruppo pop italiano Patti chiari - con alcune apparizioni in programmi televisivi quali Domenica In e Festivalbar '97 - e nel 1996 in una libreria di Riccione, grazie alla conduttrice Mediaset Daria Bignardi, fa la conoscenza di Niccolò Ammaniti, che gli propone di andare a Roma a fare un provino per un film di Marco Risi scritto da lui. Fiorello debutta quindi al cinema nel 1998 con il film L'ultimo capodanno. Fa il suo esordio poi anche in televisione con Ultimo, diretto da Stefano Reali e trasmesso da Canale 5, con Raoul Bova interpretando l'appuntato Domenico Nocelli, nome di battaglia “Parsifal".
L'anno seguente compare ne Il talento di Mr. Ripley insieme al fratello e ad attori internazionali come Matt Damon, Gwyneth Paltrow, Jude Law e Cate Blanchett. È poi il protagonista ne I fetentoni e compare ne Il morso del serpente, due film di mafia.

#### Anni 2000
Torna poi al cinema nel 2000 come co-protagonista insieme a Carlo Verdone in C'era un cinese in coma. Torna a lavorare poi con Marco Risi in Tre mogli. Nel 2001 e nel 2002 partecipa a due serate di Stasera pago io, show di grande successo del fratello Rosario.
Successivamente lavora in varie miniserie televisive trasmesse dalla Rai: La guerra è finita nel 2002 (sulla Seconda Guerra Mondiale), Salvo D'Acquisto nel 2003 (narra la storia del Vicebrigadiere dei Carabinieri Salvo D'Acquisto ucciso dalla Wehrmacht), L'uomo sbagliato (ispirata a Daniele Barillà, vittima di un errore giudiziario), Il Grande Torino (nel ruolo dello storico capitano granata Valentino Mazzola, nonostante la fede juventina di Beppe, e nel quale ha come coach l'ex calciatore Odoacre Chierico), Il cuore nel pozzo (incentrata sulla fuga di un gruppo di bambini dai partigiani di Tito), Il bambino sull'acqua (storia di un bambino colpito da una rara forma di asma), tutte del 2005, e Joe Petrosino (poliziotto italiano naturalizzato statunitense ucciso dalla mafia a Palermo) l'anno seguente. Nello stesso anno partecipa al primo episodio della fiction Rai Crimini.
Nel 2007 è protagonista di Giuseppe Moscati - L'amore che guarisce (miniserie sulla vita di Giuseppe Moscati) a cui fanno séguito il film tv La vita rubata (ispirato all'omicidio di mafia di Graziella Campagna) e la miniserie Il bambino della domenica (storia di un ragazzo appassionato di boxe), entrambi in onda nel 2008; quest'ultima miniserie è nata da un'idea dello stesso Beppe mentre si trovava in macchina, sul Lungotevere a Roma, con l'amico e sceneggiatore Alessandro Pondi. Grazie a questa miniserie Fiorello sarà protagonista anche di Scherzi a parte per il suo fisico palestrato.
Sempre nel 2007 debutta come regista per i videoclip dell'album Il mutevole abitante del mio solito involucro di Silvia Salemi e ritorna sul grande schermo con il film Appuntamento a ora insolita con Ricky Tognazzi e Giulio Scarpati, cui fanno séguito I galantuomini (film di mafia), e Baarìa, regia di Giuseppe Tornatore, entrambi del 2008.
Nel 2010 è nuovamente su Rai 1 con varie fiction: Lo scandalo della Banca Romana (incentrata appunto sul caso politico-finanziario che coinvolse la Sinistra storica collusa negli affari illeciti della Banca Romana), Il sorteggio (film televisivo sul processo alle Brigate Rosse presentato in anteprima nazionale al Roma Fiction Fest di quell'anno) e La leggenda del bandito e del campione, in cui interpreta il ruolo di Sante Pollastri. Nello stesso anno partecipa anche alla sesta puntata del programma televisivo Rai Ballando con le stelle come "Ballerino per una notte" con un tango di coppia.

#### Anni 2010
Per il 150º anniversario dell'Unità d'Italia insieme al fratello Rosario produce un cortometraggio dal titolo Domani in cui recitano anche i suoi figli Anita e Nicola. È il primo prodotto della R.O.S.A., casa di produzione di Rosario Fiorello, e della Iblafilm di Beppe.
In seguito recita nei film I baci mai dati e Terraferma e ritorna in televisione con Sarò sempre tuo padre, la fiction dedicata al delicato problema dei padri separati, che ha anche contribuito a sceneggiare. Il 28 novembre 2011 è ospite della terza serata dello show del fratello Il più grande spettacolo dopo il weekend. Nel 2011 presta la sua voce al protagonista il pinguino ballerino Mambo nel sequel Happy Feet 2
Nel 2012 torna al cinema con Magnifica presenza di Ferzan Özpetek, film che ha ottenuto otto candidature ai David di Donatello 2012 e nove ai Nastri d'argento 2012. Il 10 settembre è Presidente di giuria della serata finale di Miss Italia 2012 incoronando Giusy Buscemi.
Per presentare la sua nuova miniserie Volare - La grande storia di Domenico Modugno, il 13 febbraio 2013 partecipa come ospite alla seconda serata del Festival di Sanremo, condotto da Fabio Fazio. Per l'occasione canta le canzoni appunto di Modugno Vecchio frack, Cosa sono le nuvole e Tu sì 'na cosa grande. È membro della giuria dell'ultima serata in sostituzione di Carlo Verdone. Il 9 marzo è ospite di Fazio a Che tempo che fa per celebrare il successo ottenuto da Volare. Il 28 agosto dello stesso anno riceve dal sindaco di Polignano a Mare, durante una cerimonia pubblica, la cittadinanza onoraria come riconoscenza per l'interpretazione di Modugno. Nello stesso periodo torna al cinema con Benvenuto Presidente! con Claudio Bisio e Kasia Smutniak interpretando il ruolo di un politico.
A ottobre va in onda su Rai 1 lo speciale Il racconto di Beppe Fiorello di Vincenzo Mollica che, girato ad Augusta, ripercorre la vita di Fiorello con una sua lunga intervista, e a novembre, dopo dieci anni, torna a teatro con Penso che un sogno così.. di Giampiero Solari e scritto da Vittorio Moroni in omaggio a suo padre e a quello di Domenico Modugno, sua fonte di ispirazione fondamentale; lo spettacolo va in scena anche negli Stati Uniti, ad Atlantic City e a Foxwood ad aprile.
Torna poi al cinema con il lungometraggio Se chiudo gli occhi non sono più qui per la regia di Vittorio Moroni, e su Rai 1 nel febbraio 2014 con il film di Marco Pontecorvo L'oro di Scampia nel quale interpreta Gianni Maddaloni, padre del campione olimpico Pino, che, grazie alla sua scuola di judo, continua a strappare tanti giovani alla camorra.
Dal romanzo "Non chiedere perché" di Franco Di Mare, idea, produce con la sua Iblafilm e cura soggetto e sceneggiatura de L'angelo di Sarajevo, miniserie che va in onda su Rai 1 il 20 e 21 gennaio 2015.
Fino a febbraio e poi tra novembre e febbraio 2016 è di nuovo a teatro con Penso che un sogno così...
La successiva miniserie che va in onda su Rai 1 il 15 e 16 febbraio 2016 è Io non mi arrendo, per la regia di Enzo Monteleone e prodotta dalla sua Iblafilm, nella quale interpreta l'immaginario ispettore Marco Giordano, ispirato a Roberto Mancini, il poliziotto-eroe della Terra dei fuochi morto di cancro. Prima era stato ospite nell’ultima serata del Festival di Sanremo. Il 23 maggio, a 24 anni dalla Strage di Capaci, torna al cinema con Era d'estate interpretando Paolo Borsellino mentre Massimo Popolizio è Giovanni Falcone nei giorni della permanenza all'Asinara.
Nel febbraio 2017 è su Rai 1 con I fantasmi di Portopalo, miniserie ancora prodotta da lui che racconta la vicenda del naufragio della F174 avvenuto al largo di Portopalo nel 1996. A luglio termina le riprese di Tutto il mondo è paese, nuova miniserie di sua produzione per la regia di Giulio Manfredonia, ottenendo la cittadinanza onoraria del comune calabrese di Riace per la sua interpretazione del sindaco Domenico Lucano. A causa delle indagini che vedono imputato Lucano, tuttavia, la Rai ha deciso di sospendere la messa in onda della fiction, inizialmente prevista per la stagione televisiva 2018-2019. Nel frattempo la sua Iblafilm e R.O.S.A. Production (del fratello) il 28 settembre debuttano al cinema con Chi m'ha visto, nuovo film con Pierfrancesco Favino e per la regia di Alessandro Pondi. La sera del 5 aprile 2018 su Rai 1 viene lanciato Mio fratello, videoclip della canzone di Biagio Antonacci e Mario Incudine per la regia di Gabriele Muccino con la partecipazione dei fratelli Fiorello. Da ottobre a dicembre è ancora in teatro con lo spettacolo su Modugno mentre la miniserie su Lucano viene messa da parte dalla Rai per le indagini che portano poi alla detenzione del sindaco di Riace e Beppe si schiera pubblicamente dalla sua parte.
Inizia il 2019 duettando con Al Bano nelle vesti di Modugno a 55 passi nel sole su Canale 5. L’8 febbraio duetta al Festival di Sanremo con Paola Turci nel brano L'ultimo ostacolo, comparendo anche nel videoclip insieme a Sarah Felberbaum; il 19 febbraio viene mandato in onda Il mondo sulle spalle, film TV scritto-prodotto da lui e ispirato alla storia di Enzo Muscia. Il 12 luglio è ospite a La sai l'ultima?.
Il 15 febbraio 2020 a Una storia da cantare su Rai 1 recita un monologo su Meraviglioso di Modugno e Signor tenente di Giorgio Faletti. Il 9 novembre torna in tv con Gli orologi del diavolo, miniserie in quattro puntate da otto episodi in cui interpreta Gianfranco Franciosi, un meccanico navale infiltrato nei narcos.

#### Anni 2020
L'11 gennaio 2021, dopo oltre 350 spettacoli teatrali in tutta Italia, porta in tv su Rai 1 Penso che un sogno così, prodotto anche dalla sua Iblafilm e scritto sempre con Vittorio Moroni per la regia di Duccio Forzano, con ospiti Eleonora Abbagnato, Pierfrancesco Favino, Paola Turci, Serena Rossi, Francesca Chillemi e suo fratello Rosario. Tra il 2021 e il 2022 torna al cinema con L'afide e la formica e Ragazzaccio. Il 23 marzo 2023 esce al cinema Stranizza d'amuri, il primo film diretto e co-prodotto da Fiorello, liberamente ispirato a un fatto di cronaca accaduto in Sicilia intorno al 1982, per questo film riceve il Nastro d'argento al miglior regista esordiente, mentre a Sorrento vince il "Biglietto d'oro Cinecittà" alle Giornate professionali di Cinema.
Il 29 marzo seguente torna su Rai 1 con I cacciatori del cielo, docu-film nel quale interpreta l'aviatore Francesco Baracca.
Nel settembre 2024, a distanza di 25 anni dall’ultima volta, torna su Canale 5 con una nuova serie dal titolo I fratelli Corsaro.

## Vita privata
Il 16 ottobre 2010 ha sposato la compagna Eleonora in una chiesa all'interno del Vaticano; la coppia aveva già due figli, Anita (nata nel 2003 e oggi attrice) e Nicola (nato nel 2006). Nel 2021 gli viene conferita la cittadinanza onoraria di Ferla, in provincia di Siracusa.

## Filmografia

### Attore

#### Cinema
- L'ultimo capodanno, regia di Marco Risi (1998)
- Il talento di Mr. Ripley (The Talented Mr. Ripley), regia di Anthony Minghella (1999)
- I fetentoni, regia di Alessandro Di Robilant (1999)
- C'era un cinese in coma, regia di Carlo Verdone (2000)
- Tre mogli, regia di Marco Risi (2001)
- Appuntamento a ora insolita, regia di Stefano Coletta (2007)
- Galantuomini, regia di Edoardo Winspeare (2008)
- Baarìa, regia di Giuseppe Tornatore (2009)
- I baci mai dati, regia di Roberta Torre (2010)
- Terraferma, regia di Emanuele Crialese (2011)
- Magnifica presenza, regia di Ferzan Özpetek (2012)
- Benvenuto Presidente!, regia di Riccardo Milani (2013)
- L'oro di Scampia, regia di Marco Pontecorvo (2013)
- Se chiudo gli occhi non sono più qui, regia di Vittorio Moroni (2013)
- Era d'estate, regia di Fiorella Infascelli (2016)
- Chi m'ha visto, regia di Alessandro Pondi (2017)
- L'afide e la formica, regia di Mario Vitale (2021)
- Ragazzaccio, regia di Paolo Ruffini (2022)

#### Televisione
- Ultimo, regia di Stefano Reali – miniserie TV (1998)
- Il morso del serpente, regia di Luigi Parisi – film TV (1999)
- Brancaccio, regia di Gianfranco Albano – miniserie TV (2001)
- La guerra è finita, regia di Lodovico Gasparini – miniserie TV (2002)
- Salvo D'Acquisto, regia di Alberto Sironi – miniserie TV (2003)
- L'uomo sbagliato, regia di Stefano Reali – miniserie TV (2005)
- Il Grande Torino, regia di Claudio Bonivento – miniserie TV (2005)
- Il bambino sull'acqua, regia di Paolo Bianchini – film TV (2005)
- Il cuore nel pozzo, regia di Alberto Negrin – miniserie TV (2005)
- Joe Petrosino, regia di Alfredo Peyretti – miniserie TV (2006)
- Crimini – serie TV, episodio 1 (2006)
- Giuseppe Moscati - L'amore che guarisce, regia di Giacomo Campiotti – miniserie TV (2007)
- La vita rubata, regia di Graziano Diana – film TV (2008)
- Il bambino della domenica, regia di Maurizio Zaccaro – miniserie TV (2008)
- Lo scandalo della Banca Romana, regia di Stefano Reali – miniserie TV (2010)
- Il sorteggio, regia di Giacomo Campiotti – film TV (2010)
- La leggenda del bandito e del campione, regia di Lodovico Gasparini – miniserie TV (2010)
- Sarò sempre tuo padre, regia di Lodovico Gasparini – miniserie TV (2011)
- Volare - La grande storia di Domenico Modugno, regia di Riccardo Milani – miniserie TV (2013)
- L'angelo di Sarajevo, regia di Enzo Monteleone – miniserie TV (2015)
- Io non mi arrendo, regia di Enzo Monteleone – miniserie TV (2016)
- I fantasmi di Portopalo, regia di Alessandro Angelini – miniserie TV (2017)
- Tutto il mondo è paese, regia di Giulio Manfredonia – film TV (2017)
- Il mondo sulle spalle, regia di Nicola Campiotti – film TV (2019)
- Gli orologi del diavolo, regia di Alessandro Angelini – miniserie TV (2020)
- I cacciatori del cielo, regia di Mario Vitale – film TV (2023)
- I fratelli Corsaro, regia di Francesco Miccichè – serie TV (2024)

### Doppiatore
- Happy Feet 2, Mambo (2011)

### Produttore
- Domani, regia di Giovanni Bufalini (2011)
- L'angelo di Sarajevo, regia di Enzo Monteleone (2015)
- Io non mi arrendo, regia di Enzo Monteleone (2016)
- I fantasmi di Portopalo, regia di Alessandro Angelini (2017)
- Chi m'ha visto, regia di Alessandro Pondi (2017)
- Il mondo sulle spalle, regia di Nicola Campiotti (2019)
- Penso che un sogno così, regia di Duccio Forzano (2021)
- Stranizza d'amuri, regia di Giuseppe Fiorello (2023)

### Regista
- Il mutevole abitante del mio solito involucro, videoclip per l'album di Silvia Salemi (2007)
- Stranizza d'amuri (2023)

### Sceneggiatore
- Sarò sempre tuo padre, regia di Lodovico Gasparini (2011)
- L'oro di Scampia, regia di Marco Pontecorvo (2014)
- L'angelo di Sarajevo, regia di Enzo Monteleone (2015)
- Io non mi arrendo, regia di Enzo Monteleone (2016)
- I fantasmi di Portopalo, regia di Alessandro Angelini (2017)
- Chi m'ha visto, regia di Alessandro Pondi (2017)
- Il mondo sulle spalle, regia di Nicola Campiotti (2019)
- Gli orologi del diavolo, regia di Alessandro Angelini (2020)
- Penso che un sogno così, regia di Duccio Forzano (2021)
- Stranizza d'amuri, regia di Giuseppe Fiorello (2023)
- I fratelli Corsaro, regia di Francesco Miccichè (2024)

## Teatro
- Delitto per Delitto, con Alessandro Gassmann, regia di Alessandro Benvenuti, da un romanzo di Patricia Highsmith (2003)
- Penso che un sogno così..., regia di Giampiero Solari (2013-2018)

## Televisione
- Karaoke (Italia 1, 1994-1995)
- Yes for Europe (Italia 1, 1998)
- Miss Italia (Rai 1, 2012) Giurato
- Festival di Sanremo (Rai 1, 2013) Giurato
- 60 Zecchini (Rai 1, 2017) Concorrente
- Penso che un sogno così (Rai 1, 2021)

## Videoclip
- Mio fratello, diretto da Gabriele Muccino e con Rosario Fiorello – singolo di Biagio Antonacci con Mario Incudine (2018)
- L'ultimo ostacolo, diretto da Anissa Bonnefont e con Sarah Felberbaum –singolo di Paola Turci (2019)

## Riconoscimenti
- David di Donatello
  - 2024 – Candidatura al miglior regista esordiente per Stranizza d'amuri
  - 2024 – Candidatura al David Giovani per Stranizza d'amuri
- Nastro d'argento
  - 2023 – Miglior regista esordiente per Stranizza d'amuri[27]